# Peter von Bilderling
Le baron Peter von Bilderling (né à Saint-Pétersbourg le 26 mai 1844 - mort à Zapolie le 25 septembre 1900), était un ingénieur, officier du Génie de l’armée impériale russe.
Humaniste, il fut connu pour ses écrits notamment pour, son livre sur le cheval militaire, la réorganisation de l’usine d’armement d’Ijevsk, la fabrication des carabines Berdanka, la création de la carabine de ligne no 4, la fondation avec Robert Nobel de la raffinerie de Tsaritsin et création avec Ludwig Nobel de la société Branobel des pétroles de Bakou et enfin la création de sa station d’agriculture et de météorologie de Zapolie où il invente un roséomètre.
Il est le frère du baron Alexandre von Bilderling, le général ayant participé à la guerre russo-japonaise.

## Biographie
Le baron Peter von Bilderling naquit dans une famille de la noblesse germano-balte originaire de Courlande, devenue orthodoxe. Son père Alexandre Otto Hermann Grigoriévitch von Bilderling était lieutenant général dans le Génie. Son grand-père, Georges Sigismond von Bilterlings, (1767-1829), était pasteur luthérien à Mitau en Courlande, (aujourd'hui Jelgava en Lettonie), professeur, théologien, philosophe et écrivain. Sa mère descendait d'une famille de la noblesse polonaise non titrée, les Doliwo-Dobrowolski.
Peter von Bilderling naquit à Saint-Pétersbourg, le 26 mai 1844, et mourut le 25 septembre 1900 dans sa propriété de Zapolie, près de Louga, où il est enterré.
Il a terminé le Corps des Pages comme major en 1861 avec inscription au tableau d'honneur, puis l'académie d'artillerie Michel, en 1re catégorie. Il a été affecté au régiment des Uhlans de la Garde du grand duc Nicolas. Il fut aide de camp du général Kartzof au Caucase. En 1870, il a été envoyé en mission, par le gouvernement impérial, en Grande-Bretagne et aux États-Unis pour étudier la fabrication des fusils.
Il a été marié deux fois 1. Sofia Vladimirovna Westmann 1853-1914, 2. Natalia Alexandrovna Barantzov 1885-1981. Sa descendance a essentiellement émigré sur la Côte d'Azur ( Cannes et Nice ).

## Usine d’armement d'Ijevsk
Ayant reçu un bail d’état du gouvernement impérial, avec le baron Standertskjöld, il dirige et réorganise la fabrique de fusils d'Ijevsk, entre 1871 et l879, en vue de n’utiliser que des matières premières nationales. En 1872, il signe un accord avec Ludvig Nobel qui fournit les machines-outils. Sous sa direction, plus de 400 000 fusils Berdanka sont produits. Il crée la carabine de ligne no 4. La première station télégraphique y est ouverte, et l'usine est ravitaillée par transport ferroviaire. C'est durant ces années (avec le début de la production du fusil Berdan (en) qu’est mise en œuvre la spécialisation du travail et la production sur machines-outils de toutes les pièces du mécanisme d'un fusil. C’est à Ijevsk que fut inventée et fabriquée la Kalachnikov.
La carabine de ligne no 4 subit le baptême du feu lors de la guerre russo-turque de l877-l878. Il va personnellement se rendre compte de l'efficacité de cette arme, et pour son action sur le Danube, il reçoit les armes de St Georges. Blessé à la tête et à la jambe, il passe aux cadres de réserve en septembre 1880.

## BRANOBEL, Entreprise d’exploitation du pétrole de Bakou
Robert Nobel, au lieu d’utiliser le temps et l’argent de sa mission, à trouver des matières premières pour la fabrique d’armement d’Ijevsk, utilisa les 25 000 roubles qu’il avait, pour acheter, en 1876, une raffinerie à Tsaritsyne (Volgograd) où on extrayait du pétrole et où il voyait un investissement à grand futur.
450 000 roubles y furent investis, dont la source était pour 300 000 roubles  le baron Peter von Bilderling et pour 150 000 roubles le baron Standertskjöld. L’affaire commença à montrer des profits.
Ludwig Nobel convainquit alors son frère ainé, Robert, en  mai 1879, de créer une société, la « Tovarichtchestvo Nephtanavo Proïsvodtsva Bratiev Nobel » (Société de production de pétrole des frères Nobel), nommée BRANOBEL pour les communications par câble et bientôt, simplement, NOBEL. Le baron Peter von Bilderling garda la présidence du conseil d’administration jusqu’à sa mort en 1900.
La répartition du capital de la société établie à Saint-Pétersbourg (3 millions de roubles en 600 actions de 5000 roubles chacune), était le suivant :
•	Ludwig Nobel...........................1 610 000
•	Baron Peter von Bilderling........930 000
•	Alfred Nobel..........................115 000
•	Robert Nobel...........................100 000
•	I.J. Zabelsky..........................135 000
•	Baron Alexandre von Bilderling.....50 000
•	Fritz Blumberg..........................25 000
•	Michel Beliamin.........................25 000
•	A.S. Sundgren............................5 000
•	Benno Wunderlich.........................5 000
Cette capitalisation de 3 millions de roubles fut suivie d’une autre de 1 million de roubles en 1880, 2 millions et 4 millions en 1881 et enfin 5 millions en 1884 (en actions de 250 roubles pour permettre une multiplication des investisseurs). C'était, à la fin du XIXe siècle, une des compagnies de pétrole les plus grandes du monde. La technologie de transport par oléoduc a été mise au point près de Bakou par Vladimir Choukhov et la société Branobel dans les années 1878-1880.
12 % de l'argent laissé par Alfred Nobel pour établir Le Prix Nobel provient de ses parts dans la société; il était à ce moment-là son investisseur individuel le plus important. Les Bolcheviks ont pris le pouvoir à Bakou, le 28 avril 1920, et l'affaire pétrolière Branobel a été nationalisée.

## La station d’agriculture et de météo de Zapolie
Vers 1881, après de nombreuses recherches en Courlande il achète au général Mirkovitch, les domaines voisins de 400 mas de Zapolie et de 490 mas de Boussany (district de Luga, gouvernement de Saint-Petersbourg). Dès 1889, il organise et se passionne pour la station modèle d'agriculture de Zapolie avec une station spéciale de météorologie, réputée même à l'étranger. Après l'organisation complète du travail, il cèdera ces stations au ministère de l'agriculture.

## Famille

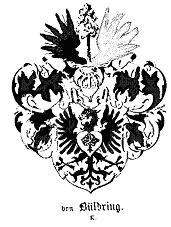
Armes Buldring Bilderling

La famille de Peter von Bilderling est originaire de Westphalie, où en 1350 Otbert Boldring possède les fiefs de Cotwik et Overdik (paroisse de Raalte) en étant des notables de la ligue hanséatique. On retrouve une branche de la famille dans les pays baltes avec  Johan Buldrink, en Courlande, qui devient vassal de l’Ordre Teutonique en recevant  un fief, à côté de Riga, de Wolter von Plettenberg, grand maître de l’Ordre, fief qui portera le nom de Bilderlingshof  entre le 17e et 1940 (actuellement Bulduri). Hermann von Bilderling fait entrer la famille dans le Nobiliaire de Courlande de 1634 en première classe et est citée dans la littérature généalogique balte comme Uradel (noblesse immémoriale). La branche de Peter von Bilderling passe par la Livonie avec Friedrich, petit-fils de Johan, et les fiefs de Karrinem  et Taifer, puis Lituanie avec Johan puis Melchior et le fief de Miszany. La famille sera reconnue dans son titre de baron dans le Nobiliaire russe par édit du sénat impérial en 1903.
Les armes de la famille sont : D'argent à une aigle de sable, languée de gueules, la poitrine d'argent chargée d'un peuplier de sinople. Cimier un peuplier arraché de sinople entre un vol de sable à dextre et d'argent à sénestre. Lambrequins de sable doublé d'argent.
Ce peuplier rappelle le nom d’origine Boldring (bolder=peuplier en vieil allemand, dictionnaire de Grimm).

## Écrits
- « Encyclopédie du cheval »(Archive.org • Wikiwix • Archive.is • Google • Que faire ?)

- Русская скорострельная винтовка. "L’armement rapide russe. "
- Тактика новейшего скорострельного оружия. "Tactique avec le nouvel armement rapide. "
- Приготовление стальных стволов в Америке. "La préparation des canons d'acier en Amérique"
- Удобрение в теории и на практике (St Petersburg, 1891). "Engrais dans la théorie et dans la pratique"
- Обзор современного состояния земледелия и сельскохозяйственного образования во Франции (St Petersburg, 1889) " Analyse de l'état de l'art de l'agriculture et de la formation agricole en France "

- Беседы по земледелию (Saint-Pétersbourg, 1897) "Les forces de la nature en agriculture"